# Menstruocalamus sichuanensis
Menstruocalamus es un género monotípico de bambúes perteneciente a la familia de las poáceas. Su única especie Menstruocalamus sichuanensis es originaria de China.

## Taxonomía
Menstruocalamus sichuanensis fue descrita por (T.P.Yi) T.P.Yi y publicado en Journal of Bamboo Research 11(1): 40. 1992.
Sinonimia
- Chimonobambusa sichuanensis (T.P.Yi) T.H.Wen
- Sinobambusa sichuanensis T.P.Yi
- Yuezhuea sichuanensis (T.P.Yi) T.P.Yi[2][3]